# Placentia-St. Mary's
Circonscription électorale provinciale du Canada
Placentia–St. Mary's est une circonscription électorale provinciale de la Chambre d'assemblée de la province canadienne de Terre-Neuve-et-Labrador.

## Liste des députés
| Placentia–St. Mary's |                          |                           |                |             |
| Député               | Député                   | Parti                     | Mandat         | Législature |
|                      | Anthony Sparrow          | Libéral                   | 1996 - 1999    | 43e         |
|                      | Fabian Manning           | Progressiste-conservateur | 1999 - 2003    | 44e         |
|                      | Fabian Manning           | Progressiste-conservateur | 2003 - 2006    | 45e         |
|                      | Felix Collins (en)       | Progressiste-conservateur | 2006 - 2007    | 45e         |
|                      | Felix Collins (en)       | Progressiste-conservateur | 2007 - 2011    | 46e         |
|                      | Felix Collins (en)       | Progressiste-conservateur | 2011 - 2015    | 47e         |
|                      | Sherry Gambin-Walsh (en) | Libéral                   | 2015 - 2019    | 48e         |
|                      | Sherry Gambin-Walsh (en) | Libéral                   | 2019 - 2021    | 49e         |
|                      | Sherry Gambin-Walsh (en) | Libéral                   | 2021 - présent | 50e         |